# Самотокін Борис Борисович
Борис Борисович Самотокін (16 червня 1936, Ленінград — 9 липня 2015, Київ) — український вчений, доктор технічних наук, професор, координатор міжнародних проектів. Ректор Житомирського інженерно-технологічного інституту (1994—2000) та Київського міжнародного університету (2012—2015).

## Біографія

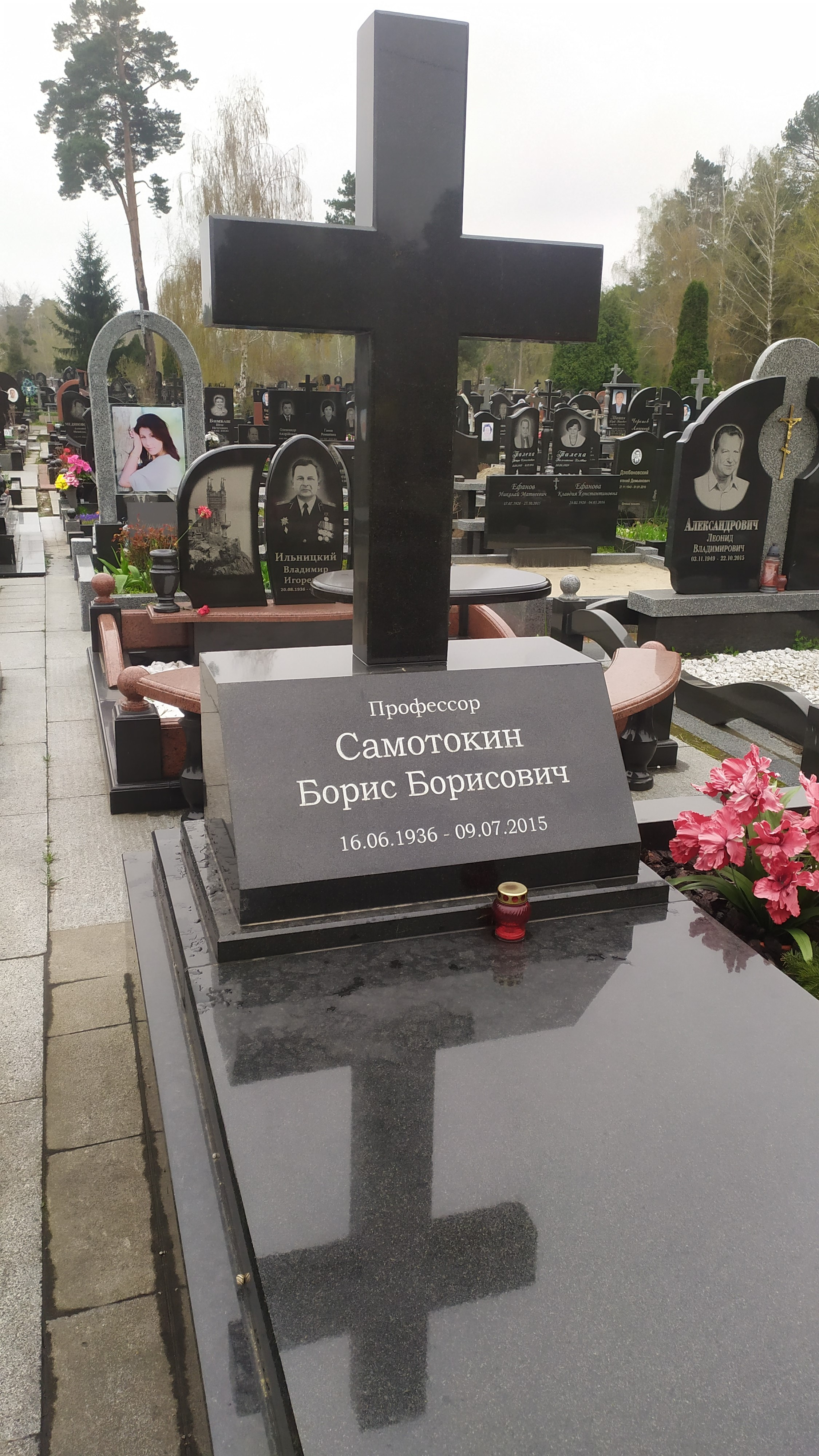
Могила Бориса Самотокіна, Лісове кладовище

Народився в Ленінграді у сім'ї медиків. Його батько Самотокін Борис Олександрович — учасник Радянсько-фінської та Німецько-радянської воєн, доктор медичних наук, професор, заслужений діяч наук Росії, Герой Соціалістичної Праці, відомий нейрохірург — створив і багато років очолював нейрохірургічну службу Збройних Сил СРСР.
1960 рік — закінчив Ленінградський електротехнічний інститут. Після закінчення працював інженером і молодшим науковим співробітником ЦНДІ «Електроприлад». 1962—1965 роки — аспірант в ЦНДІ «Електроприлад».
1966 рік — захистив дисертацію на здобуття вченого ступеня кандидата технічних наук на тему «Двороторна гіроорбіта на закритих кульових гіроскопах».
З 1967 рік — працював на кафедрі гіроскопічних приладів і пристроїв Київського політехнічного інституту, де 1969 року отримав вчене звання доцента.
1977 рік  — захистив докторську дисертацію на тему «Прикладна теорія гіроскопічних систем орбітальної орієнтації штучних супутників Землі». 1978 рік  — отримав вчений ступінь доктора технічних наук.
1979 рік — за наказом ректора КПІ переведений на посаду професора кафедри автоматики і телемеханіки Житомирського філіалу КПІ та призначено директором Житомирського філіалу, де 1980 року отримав вчене звання професора.
З 1980 рік — завідувач кафедри теоретичних основ електротехніки і технічної кібернетики Житомирського філіалу КПІ (зараз кафедра автоматизації і комп'ютеризованих технологій). 1980 рік — обрано головою правління Житомирського міського товариства «Знання». Протягом 1985—1990 р. був депутатом Богунської районної ради народних депутатів Житомира.
1994 рік — призначений на посаду ректора Житомирського інженерно-технологічного інституту (ЖІТІ). 1995 рік— у обрано членом Національного комітету України з теоретичної і прикладної механіки.
2000 рік — переведений на посаду проректора з міжнародних зв'язків через закінчення терміну роботи на посаді ректора ЖІТІ. 2003 рік — перейшов на роботу до Київського міжнародного університету на посаду проректора з міжнародних зв'язків з одночасним зарахуванням на умовах штатного сумісництва на посаду професора кафедри автоматизації та комп'ютеризованих технологій ЖДТУ, де у 2004 році отримав звання почесного професора ЖДТУ.
З 2012 року до кінця життя — ректор Київського міжнародного університету.
Був одружений, виховав двох синів. Помер 9 липня 2015 року. Похований на Лісовому кладовищі Києва (ділянка № 111а, 50°29′55.60″ пн. ш. 30°38′14.20″ сх. д. / 50.4987778° пн. ш. 30.6372778° сх. д.).

## Наукові інтереси
- Системи керування об'єктами, що рухаються;
- Робототехніка;
- Автоматизація технологічних процесів і виробництв;
- Інноваційний менеджмент;
- Менеджмент освіти;

## Список основних наукових публікацій
- Упрощенный анализ многоразовой коррекции траектории космического корабля и о допустимой ошибке системы наведения / Б. Б. Самотокин, Н. И. Вольфсон, Н. И. Кузь- мина, Н. Л. Худобко // Труды НИИ. — 303. — 1962. — Вып. 2 (29).
- Универсальный гироскопический прибор в двухосном подвесе для ориентации искусственных спутников Земли /Б. Б. Самотокин, В. А. Бесекерский, В. Г. Гордеев, Я. Г. Острому- хов, С. Ф. Фармаковский // А.с. 25978 от 3.10.1962 г.
- Управление космическим аппаратом при помощи инерционной массы с тремя степенями свободы / Б. Б. Самотокин // Вопросы специальной радиоэлектроники, сер. XIV.–1964.– № 1.
- Двухгироскопная орбита на ЗШГ / Б. Б. Самотокин, В. А. Бесекерский, В. Г. Гордеев, Н. Г. Максимов, Я. Г. Острому- хов, С. Ф. Фармаковский // А.с.32608 от 29.05.1965 г.
- Астроинерциальный способ построения орбитальной системы координат / Б. Б. Самотокин, В. Г. Гордеев. // Вопросы специальной радиоэлектроники, сер. XIX. — 1965. — № 1.
- Двухгироскопная орбита на закрытых шаровых гироскопах / Самотокин Б. Б. // Вопросы специальной радио- электроники, сер. XIX. — 1965. — № 2.
- Двухроторная гироорбита на закрытых шаровых гироскопах / Самотокин Б. Б. / Кандидатская диссертация ЦНИИ «Электроприбор». — 1965.
- Особенности двухроторной гироорбиты на закрытых шаровых гироскопах / Б. Б. Самотокин, В. Г. Гордеев, Я. Г. Остро- 40 мухов// Бюллетень научно-технического семинара «Вопросы повышения точности и боеготовности гироскопических приборов ракет и космических аппаратов».– ЛВИКА, г. Ленинград, 1966.
- Динамические характеристики двухроторной гирообриты на ЗШГ/ Б. Б. Самотокин // Приборостроение. — 1966. — № 5.
- Устройство выработки программного угла рыскания / Б. Б. Самотокин, В. А. Бесекерский, В. Г. Гордеев, И. А. Зайцев, А. Н. Лев, А. Л. Соскин // А.с. 44444 от 21.10.1967.
- Двухроторная гироорбита / Б. Б. Самотокин, В. А. Бесекерский, В. Г. Гордеев, Я. Г. Остромухов // А.с. 44913 от 21.10.1967.
- Учет нелинейности цепей коррекции гироскопов двухроторной гироорбиты / Б. Б. Самотокин, В. Г. Гордеев Приборостроение. — 1968. — № 3.
- Способ построения вертикали места на борту ИСЗ в плоскости эллиптической орбиты / Б. Б. Самотокин // А.с. 52115 от 25.07.1968.
- Построитель вертикали места в плоскости эллиптической орбиты / Б. Б. Самотокин // А.с. 46357 от 25.07.1968.
- Ошибки построения плоскости обращения / Б. Б. Самотокин // Морское приборостроение. — 1969. — № 1.
- О возможности компенсации ошибок ориентации ИСЗ относительно плоскости орбиты, вызванных смещением нуля построителя вертикали / Б. Б. Самотокин, В. А. Бесекерский, В. Г. Гордеев // Морское приборостроение. — 1969.– № 2.
- Способ ориентации / Б. Б. Самотокин // А.с. 554444 от 06.06.1969. 41
- Система ориентации / Б. Б. Самотокин, А. А. Одинцов // А.с. 51858 от 09.06.1969.
- Система ориентации / Б. Б. Самотокин, А. А. Одинцов // А.с. 56229 от 09.06.1969.
- Особенности работы курсовых гироскопических датчиков систем управления ИСЗ при больших эллиптичностях орбиты / Б. Б. Самотокин // Доклад на научно-технической конференции по автономным системам навигации и ориентации.– ЛВИКА, Ленинград, 1970.
- Курсовые магнитные датчики систем управления ИСЗ / Б. Б. Самотокин // Доклад на научно-технической конференции по автономным системам навигации и ориентации.– ЛВИКА, Ленинград, 1970.
- Система ориентации / Б. Б. Самотокин, Ю. А. Карпачев, Р. А. Сайфетдинов // А.с. 54804 от 16.02.1970.
- Система ориентации / Б. Б. Самотокин, Ю. А. Карпачев // А.с. 56556 от 16.02.1970.
- Некоторые вопросы динамики гироскопической орбиты / Б. Б. Самотокин // Известия вузов. — Приборостроение.– 1971. — № 5.
- Особенности работы курсовых гироскопических датчиков систем управления ИСЗ на эллиптических орбитах /Б. Б. Самотокин //Тезисы докладов научно-технического семинара «Анализ и синтез автоматизированного определения ориентирных направлений», КВВИУ, г. Казань, 1972.
- Расчет катушек магнитопровода /Б. Б. Самотокин, В. Т. Микитюк // Вестник КПИ, Серия «Приборостроение».– 1972.– № 3.
- Система ориентации / Б. Б. Самотокин, М. Н. Ковшель, А. В. Сорокин, Ю. В. Степанковский //А.с. 78373 от 3.07.1972. 42
- О погрешностях гироскопической орбиты, обусловлен- ных случайными возмущениями /Б. Б. Самотокин // Известия вузов. — Приборостроение: 1973.– XVI.– № 4.
- Об одной частной методике приближенного решения дифференциального уравнения второго порядка с периодически ми коэффициентами /Б. Б. Самотокин, Ю. В. Степанковский // Сб. «Анализ и синтез гироскопических приборов и средств их коррекции».– Об-во «Знание», УССР, г. Киев, 1973.
- Об оптимальном по быстродействию управлении гироскопической орбитой /Б. Б. Самотокин, В. А. Алексеев // Сб. «Методы повышения точности гироскопических приборов».– Об-во «Знание», УССР, г. Киев, 1973.
- Некоторые замечания об алгоритмах работы моментного магнитопривода / Б. Б. Самотокин, Ю. В. Степанков- ский // Сб. «Автоматика и приборостроение».– Изд. «Техника», г. Киев, 1974.
- О работе моментного магнитопривода в режиме непрерывной разгрузки носителей кинетического момента / Б. Б. Самотокин, Ю. В. Степанковский // Известия вузов. — Приборостроение: 1974.–XVII.– № 10.
- Орбитальный гирокомпас, построенный на основе измерения составляющих абсолютной угловой скорости движения спутника / Б. Б. Самотокин // Доклад на IX науч.- тех. конф. памяти Н. Н. Острякова.– Ленинград, 1974.
- Структурный синтез двухроторной гироскопической орбиты методом оптимальной линейной оценки параметров / Б. Б. Самотокин // Доклад на конференции по динамике движения КЛА и их систем управления, Москва, 1974. // Труды МАИ.– 1976.– № 403.
- Об ускоренной начальной выставке гироорбиты / Б. Б. Самотокин, В. А. Алексеев // Доклад на конференции по 43 динамике движения КЛА и их систем управления, Москва, 1974.// Труды МАИ.– 1976.– № 403.
- О работе моментного магнитопривода в режиме непрерывно-импульсной разгрузки носителей кинетического момента / Б. Б. Самотокин, Ю. В. Степанковский // Доклад на конференции по динамике движения КЛА и их систем управления, Москва, 1974.// Труды МАИ.– 1976.– № 403.
- Система ориентации / Б. Б. Самотокин, Ю. В. Степанко- вский // А. с. 89855 от 11.03.1974.
- Синтез измерительных устройств систем орбитальной ориентации ИСЗ на основе теории корректирующих систем / Б. Б. Самотокин // Тезисы докладов н/т семинара «Анализ и синтез самоориентирующихся командно-измерительных приборов АСУ», КВВИУ, г. Казань, 1975.
- Гироориентатор ОСК, корректируемый сигналами астродатчика / Б. Б. Самотокин, Ю. В. Степанковский //Тезисы докладов н/т семинара «Анализ и синтез самоориентирующихся командно-измерительных приборов АСУ», КВВИУ, г. Казань, 1975.
- Оптимальное по быстродействию управление двухмерной нелинейной системой / Б. Б. Самотокин // Вестник Киевского политехнического института. Серия «Приборострое- ние».–Киев, 1975.– № 5.
- Сопоставление систем с носителями кинетического момента по энергозатратам / Б. Б. Самотокин, Ю. В. Степанковс- кий // Вестник Киевского политехнического института. Серия «Приборостроение».– Киев, 1975.– № 5.
- Использование магнитного поля Земли для навигации и управления / Б. Б. Самотокин, Б. З. Михлин, А. А. Одинцов // ЦНИИ «Румб», Ленинград, 1975. 44
- Прикладная теория гироскопических измерительных устройств систем орбитальной ориентации ИСЗ / Б. Б. Самото- кин // Диссертация на соискание уч. ст. д.т.н.– КПИ, 1975.
- Об особенностях построения орбитальной системы координат / Б. Б. Самотокин // Вестник КПИ. Серия «Приборо- строение».– Киев, 1976.– № 6.
- Вопросы теории орбитальных гирокомпасов / Б. Б. Са- мотокин // Доклад на Х н/т конф. памяти Н. Н. Острякова. Ленинград, 1976.
- Решение задачи астрокоррекции на основе алгебры кватернионов / Б. Б. Самотокин // Статья депонирована в ВИМИ под девизом «ПАРУС-130», реферат опубликован в «Указателе спецфонда ВИМИ», 1976. — Вып. № 11.
- Способ ориентации / Б. Б. Самотокин, Ю. В. Степанков- ский// А.с. 103897 от 24 мая 1976г.
- Некоторые особенности ориентации твердого тела относительно вращающейся системы координат / Б. Б. Самото- кин // АН УССР, «Прикладная механика».– 1977.– Вып. № 11.
- Решение задач орбитальной ориентации на борту спутника путем использования магнитного поля Земли / Б. Б. Самотокин // Доклад на секции навигационных систем и чувствительных элементов Научного Совета АН СССР по проблемам управления движением и навигации. — Ленинград, 1977.
- Автономное решение одновекторной задачи ориента- ции / Б. Б. Самотокин // АН СССР: Сб. «Проблемы управления движением и навигации».– 1978.– Вып. № 11.
- Двухвекторный алгоритм вычисления кватерниона ориентации и его использование при интенсивном управлении ориентацией твердого тела /Б. Б. Самотокин, В. П. Шевкун // 45 Доклад на XI научно-технической конференции памяти Н. Н. Острякова, г. Ленинград, 1978.
- Использование оптических устройств для навигации по аномальному магнитному полю Земли / Б. Б. Самотокин, В. С. Суняев // Статья депонирована в ЦНИИ «Румб», реферат опубликован в «Указателе спецфонда ВИМИ». — 1979. — Вып. № 10.
- Выбор параметров релейной системы автоматического управления при оптимальном энергопотреблении / Б. Б. Самото- кин, В. П. Шевкун // Вестник Киевского политехнического института. Серия «Приборостроение».– 1979. Вып. № 9.
- О методах повышения точности измерительных устройств систем управления ориентацией / Б. Б. Самотокин, В. П. Шевкун// Сборник материалов VI научно-технической конференции Казанского высшего военного инженерного училища. МО СССР, 1979.
- Гироскопические приборы. Ч.II / Б. Б. Самотокин, А. А. Одинцов, М. А. Павловский // Учебное пособие: Изд. КПИ, 1970.
- Инструкции к лабораторным работам по курсу «При- боры и системы навигации» / Б. Б. Самотокин, В. В. Мелешко// КПИ.– 1973.
- Вопросы анализа и синтеза линейных систем автом. управления подвижными объектами / Б. Б. Самотокин // Учебное пособие.– Изд. КПИ. — 1974.
- Инструкции к лабораторным работам по курсу «Автоматическое управление подвижными объектами» / Б. Б. Самотокин, Е. И. Вдовин, В. В. Мелешко, Е. К. Кундеревич//. — КПИ.– 1976.
- Влияние последовательности импульсов на качество управления релейной следящей системы / Б. Б. Самотокин, 46 В. П. Шевкун // Вестник КПИ. Серия «Приборостроение».– 1981. — № 10.
- Метод получения апостериорных оценок случайных возмущений / Б. Б. Самотокин, В. П. Шевкун // Труды Казанского высшего военного инженерного училища, МО СССР. — 1980.
- Особенности подготовки специалистов в филиале, связь филиала с базовым вузом / Б. Б. Самотокин, Ю. М. Белодед, Е. П. Кобзар, В. С. Северилов //Научно-методический сб. «Пути совершенствования подготовки специалистов и повышение еффективности работы института».– КПИ. — 1980.
- Методические указания к изучению инерциальных навигационных систем. Ч. І. Принципы построения инерциаль- ных навигационных систем / Б. Б. Самотокин.– КПИ. — 1980.
- Методические указания к изучению инерциальных навигационных систем. Ч. ІІ. Погрешности ИНС и способы их уменьшения / Б. Б. Самотокин.– КПИ — 1980.
- Оптимальный широтно-импульсный алгоритм управления ориентацией твердого тела / Б. Б. Самотокин, В. П. Шевкун // Сб. «Наука и техника».– Житомир. — 1980.
- Адаптивный к внешним возмущениям алгоритм управления ориентацией твердого тела / Б. Б. Самотокин, В. П. Шевкун // Сб. «Наука и техника».– Житомир. — 1980.
- Классификация измерительных устройств систем орбитальной ориентации искуственных спутников Земли / Б. Б. Самотокин // Межвузовский научно-технический сб. «Влияние вибрации, линейных ускорений и вращения основания на поведение гироскопических устройств».– Томск. — 1981.
- Об определении кватерниона ориентации твердого тела и его использование для управления / Б. Б. Самотокин, 47 В. П. Шевкун // «Космические исследования на Украине»/ К.: Наукова думка, 1981.– Вып. № 15.
- Методические указания по выполнению научно- исследовательской работы студентов (НИРС) для студентов машиностроительных специальностей / Б. Б. Самотокин, Б. А. Пи- саренко // Изд. КПИ. — 1981.
- Векторно-кинематический подход к задачам орбитального гирокомпасирования / Б. Б. Самотокин // Республ. междуведомсв. сб.: Механика гироскопических систем.–К.: Вища школа. — 1982. — Вып. № І.
- Некоторые проблемы создания гибкого автоматичес- кого участка сборки печатных плат / Б. Б. Самотокин, Н. Ф. Ефре- мов, В. И. Швец // Тезисы докладов III Всесоюзного совещания по робототехническим системам, г. Воронеж, — 1984. — Ч. 3.
- Основные направления роботизации производства в приборостроении / Б. Б. Самотокин // Роботизация процессов машиностроения и приборостроения.– Житомир. — 1985.
- . Роботизированый комплекс подборки комплектов резисторных пар / Б. Б. Самотокин, Н. Ф. Ефремов, В. И. Швец // Роботизация процессов машиностроения и приборостроения. — Житомир. — 1985.
- Особенности гибкой автоматизации сборки печатных плат / Б. Б. Самотокин, Н. Ф. Ефремов, В. И. Швец, А. Д. Калюжный // Роботизация процессов машиностроения и приборостроения. Житомир. — 1985.
- О точности сопряжений выводов радиоэлементов и отверстий печатной платы в гибкой автоматической сборке / Б. Б. Самотокин, В. А. Сушицкий // Роботизация процессов машиностроения и приборостроения.– Житомир. — 1985.
- Автомат для ориентации миниатюрных радиотехниче- ских изделий с гибкими выводами / Б. Б. Самотокин, Р. С. Весел- 48 ков, А. Д. Калюжный // Роботизация процессов машиностроения и приборостроения.– Житомир. — 1985.
- Об использовании накопителей механической энергии для управления ориентацией подвижных объектов / Б. Б. Самотокин // Тезисы докладов научно-технической конференции «Маховичные накопители энергии».– Житомир. — 1985.
- Навигационые приборы и системы / Б. Б. Самотокин, В. В. Мелешко, Ю. В. Степанковський // Учебник.– К.: Вища школа. — 1986.
- Научно-технические и организационные проблемы роботизации производства / Б. Б. Самотокин // Тезисы докладов II — й областной межотраслевой научно-технической конференции «Роботизация технологических процессов в машиностроении и приборостроении».– Житомир. — 1987.
- Особенности развития робототехники в Великобритании (по материалам научной стажировки) /Б. Б. Самотокин, В. В. Мелешко, Ю. В. Степанковський // Тезисы докладов II-й областной межотраслевой научно-технической конференции «Роботизация технологических процессов в машиностроении и приборостроении».– Житомир. — 1987.
- Принципы построения тренажеров для подготовки операторов станков с ЧПУ, ПР и ГПС / Б. Б. Самотокин, Г. Д. Василюк // Тезисы докладов 1У-го Всесоюзного совещания по роботехническим системам.– Киев. — 1987.
- Робототехнические системы / Б. Б. Самотокин, В. И. Швец // Учебное пособие:– К.: КПИ, 1987.
- Промышленные роботы с рекуперацией энергии /Б. Б. Самотокин, С. И. Савчук// Тезизы докладов II-й Всесоюзной конференции «Маховичные накопители енергии».– Житомир.– 1989. 49
- Некоторые тенденции развития робототехники на современном этапе/ Б. Б. Самотокин // Тезисы докладов III-й областной межотраслевой конференции «Роботизация технологических процессов в машиностроении».– Житомир. — 1989.
- Возможности применения маховичных приводов в робототехнике / Б. Б. Самотокин, С. И. Савчук // Тезисы докладов III-й областной межотраслевой конференции «Роботизация технологических процессов в машиностроении».– Житомир.– 1989.
- Микропроцессорные системы управления / Б. Б. Само- токин, Ю. П. Забашта // Учебное пособие.– УМК ВО.– Киев.– 1989.
- Устройство для установки радиоэлементов на печатные платы / Б. Б. Самотокин, В. А. Сушицкий // А.с. 1257870 от 25.02.1985. Бюл. № 34.
- Устройство для контроля, сортировки и подбора пар радиоэлементов / Б. Б. Самотокин, Н. Ф. Ефремов, В. С. Киселев, В. А. Митрофанов, С. А. Онищук// А.с.1466035 от 16.01.1986. Бюл. № 10.
- Многопозиционный манипулятор с акумуляторами механической енергии / Б. Б. Самотокин, С. И. Савчук // А.с.1502293 от 30.11.1987, Бюл. № 31.
- Способ управления поворотными переключателями и устройство для его осуществления / Б. Б. Самотокин, В. А. Сушицкий, В. В. Месяц // А.с. 1522162 от 28.10.1987, Бюл. № 42.
- Буферное запоминающее устройство / Б. Б. Самотокин, Н. Ф. Ефремов // Положительное решение по заявке № 4103020 /24-21 от 28.05.1986. 50
- Устройство поштучной подачи и подключения, радиодеталей, преимущественно с осевими выводами, в установках для сортировки по електрическим параметрам / Б. Б. Самотокин, С. И. Савчук // Положительное решение по заявке № 4384001 / 24-21 от 07.12.1987.
- Измерительный схват промышленного робота / Б. Б. Самотокин, С. И. Савчук, В. А. Сушицкий // Положительное решение по заявке № 4430743/08 от 04.04.1988.
- Переключатель кнопок /Б. Б. Самотокин, В. А. Сушиц- кий, С. К. Корзун // Положительное решение по заявке № 4453298/24 от 29.06.1988.
- Манипуляторы гибких систем автоматизированного контроля точных приборов / Б. Б. Самотокин, С. И. Савчук, В. А. Сушицкий // Тезисы докладов XII Международной конференции «Научный прогресс техники и технологии точного приборостроения».– ГДР, г. Дрезден.– 1990.
- Детали и механизмы роботов: Основы расчета, конструирования и технологий производства (учебное пособие) / Б. Б. Самотокин, Р. С. Веселков, Т. Н. Гонтаровская, В. П. Гонтаровский, и др. К.: Вища школа, 1990.
- Манипуляторы систем автоматизированного контроля многофункциональных приборов (тезисы доклада) / Б. Б. Самотокин, В. А. Сушицкий // Y Всесоюзное совещание по робототехническим системам: Тезисы докладов, Ч.II, Институт по проблемам механики АН СССР, ВИНИТИ АН СССР. -М., 1990.
- Устройство для подбора пар радиоэлементов, преимущественно конденсаторов и резисторов / Б. Б. Самотокин, Н. Ф. Ефремов, В. С. Киселев, В. А. Митрофанов, В. И. Пучкарев // А. с. 1559449 от 23.04.1990, Бюл. № 15. 51
- Информационно-алгоритмический способ обеспечения многопозиционности манипуляторов с рекуперацией энергии (аннотация доклада) / Б. Б. Самотокин, С. И. Савчук // YII-й Всесоюзный съезд по теоретической и прикладной механике: Аннотации докладов, Институт проблем механики АН СССР.– М., 1991.
- Роботизация технического контроля и испытаний в промышленном производстве (тезисы локлада) / Б. Б. Самотокин, С. И. Савчук, В. А. Сушицкий// Проблемы автоматизации контроля и диагностирования сложных технических систем: Тезисы докладов республ. научно- технической конференции. УкрНИИНТИ. — К., 1991.
- Переключатель кнопок / Б. Б. Самотокин, В. А. Сушицкий, С. К. Корзун // А.с. 1624433 от 30.01.1991. Бюл. № 4.
- Измерительный схват промышленного робота /Б. Б. Самотокин, С. И. Савчук, В. А. Сушицкий// А. С.1634489 от 15.03.1991. Бюл. № 10.
- Буферное запоминающее устройство / Б. Б. Самотокин Н. Ф. Ефремов, А. Ф. Панов, А. С. Пшеничный // А.с. 1706319.
- Устройство для поштучной подачи и подключения радиодеталей, преимущественно с осевыми выводами, в установках для сортировки по електрическим параметрам / Б. Б. Самотокин, С. И. Савчук // А.с. 1713134 от 15.02.1992. Бюл. № 6.
- Методы повышения точности ориентации спутника относительно орбитальной системы координат / Б. Б. Самотокин // Фундаментальні та прикладні проблеми космічних досліджень.– Житомир.– 1993.
- Численное моделирование процесса выставки орбитального гирокомпаса на эллиптической орбите 52 /Б. Б. Самотокин, Н. М. Колодницкий// Фундаментальні та прикладні проблеми космічних досліджень.–Житомир.– 1993.
- Житомирский филиал Киевского политехнического института: основные направления научных исследований / Б. Б. Самотокин // Праці Житомирського філіалу Київського політехнічного інституту.- Вип.. І.– Житомир.– 1993.
- Чувствительность орбитального гирокомпаса к изменениям параметров цепей коррекции / Б. Б. Самотокин // Праці Житомирського філіалу Київського політехнічного інституту.- Вип. І.– Житомир.– 1993.
- Орбитальное гирокомпасирование (монография) /Б. Б. Самотокин, В. А. Бесекерский, В. А. Иванов // С.-Пб: Политехника, 1993.
- Устройство для задания давления / Б. Б. Самотокин, В. И. Антипенко, И. П. Гринберг, А. Н. Кирчун, Н. А. Кузнецов, В. А. Маслов // А.с. 1795433 от 15.02.1993. Бюл. № 6.
- Непрерывно-импульсный способ разгрузки носителей кинетического момента / Б. Б. Самотокин // Праці Житомирського філіалу Київського політехнічного інституту.– Вип. ІІ.– Житомир, 1994.
- Применение алгебры кватернионов в задачах ориентации твердого тела / Б. Б. Самотокин // Праці Житомирського філіалу Київського політехнічного інституту.- Вип.. II, Житомир, 1994. 112. Житомирський інженерно-технологічний інститут — віхи історії. / Б. Б. Самотокін // Вісник ЖІТІ.– № 1.– 1994.
- Інформаційно-алгоритмічний спосіб забезпечення багатопозиційності маніпуляторів з рекуперацією енергії / Б. Б. Самотокін, С. І. Савчук // Вісник ЖІТІ.– № 1.– 1994. 53
- Образование на стыке медицинских и инженерно- технических знаний // Международная научно-практическая конференция МЕТРОМЕД-95. — 1995.– Санкт-Петербург.
- Про підготовку спеціалістів з експлуатації медичних радіоелектронних приладів та систем // Вісник ЖІТІ.– 1995.– № 2. –С. 3–7.
- Instrument–Making Engineers Training in Ukraine // 15th International Kolloquium Feinwerktechnik: Zukunftaspekte der Feinwerktechnik und Mikrotechnik in Lehre, Forschung und Industriekooperationen — 1995, Mainz (Germany).
- Підвищення ефективності роботи навчально- виховних комплексів типу «Ліцей — ВУЗ» // Міжнародна наукова конференція «Порівняльний аналіз сучасних систем вищої освіти в реформуванні вищої школи України». — 1996.– Київ.
- Організація навчання за профільно- узгодженними планами у комплексі «Ліцей–ВУЗ» // Вісник ЖІТІ.– 1996.– № 3. — С. 14–15.
- Вища школа в умовах реформи // Вісник ЖІТІ.– 1997.– № 5. — С. 255—257.
- Курс лекцій з теорії автоматичного керування: Навчальний посібник. Житомир: ЖІТІ.- 1997. — 300 с.
- Современные информационные технологии и образование // III Міжнародна науково-практична конференція «Сучасні технології в аерокосмічному комплексі».–1997.- Житомир.
- Вища освіта та її фінансування // Вісник ЖІТІ.- 1997.– № 6 / Економічні і гуманітарні науки. — С. 178—181.
- Collaboration of Ukrainian Industrial and Higher Education Institutions in the Period of the Reforms // 16th International Kolloqium Feinwerktechnik — 1997, Budapest (Hungary). 54
- Entrepreneurship and Problems of Specialists’ Training in Ukraine // 38th European Regional Science Association Congress (ERSA-98) — 1998, Vienna (Austria).
- Distance Education in New Independent States // 19th World Conference on Open Learning and Distance Education — 1999, Vienna (Austria).
- Human Ecology on the Territory with Increased Level of Radiation // 6th Conference on Environmental Science and Technology — 1999, Samos (Greece).
- Engineers Training in Ukraine and International Cooperation // International Conference SEFI 2000 «The Many Facets of International Education of Engineers», — 2000, Paris (France).
- Міждисциплінарний принцип підготовки спеціалістів // IV Міжнародна конференція RUFIS 2000 «Science and Humanities Education in the Information Society» — 2000, Київ.
- Оздоровлення підприємств в умовах кризи: Навчальний посібник / М. І. Лещенко; За ред. Б. Б. Самотокіна.– Житомир: ЖІТІ, 2000.– 312 с.
- Лізинг в промисловості: Навчальний посібник/ М. І. Лещенко; За ред. Б. Б. Самотокіна.– Житомир: ЖІТІ, 2000.– 275 с.
- «Environmental Sciences in Relation to the Implication of Radiation Expose in Health Care». Curriculum // 7th Conference of Environmental Science and Technology, — 2001, Syros (Greece).
- Telemedicine for Regions Suffered from the Accident at Chernobyl Nuclear Power Plant: Pilot Project // International Conference on Emerging Telecommunications Technologies and Applications (ICETA 2001), — 2001, Kosice (Slovac Republic).
- Лекції з теорії автоматичного керування: Навчальний посібник.- Житомир: ЖІТІ, 2001. — 540 с. 55
- Багатопозиційні маніпулятори з рекуперацією енергії // Вісник ЖІТІ. — 2001 / Спеціальний випуск / Технічні науки. — С. 266—270.
- «Environmental Sciences in Relation to the Implication of Radiation Exposure in Health Care» — Joint European Project // Матеріали Міжнародної науково-практичної конференції за результатами об'єднаного Європейського проекту JEP-10435-98 «Науки про навколишнє середовище в частині впливу радіації на здоров'я людини», — 2002, Житомир. — С. 3 — 7.
- Biomedical Engineering: Conception of Two Diplomas // International Scientific Conference «Biomedical Engineering and Micro Technologies», Riga Technical University, — 2002, Riga (Latvia Republic). — P. 193—196.
- Спосіб орієнтації штучних супутників Землі // Деклараційний патент на винахід 56077 А від 24.10.2002. Бюл. № 4, 15.04.2003.
- Human Health on Radioactive Contaminated Territories // Sixth International Symposium on Environmental Contamination in Central and Eastern Europe and the Commonwealth of Independent States, September 2003, Prague, Czech Republic.
- EU Tempus Program — a «Window to Europe» for Ukrainian Universities // 16th International Scientific Conference IWKM 2003, Mittweida, Germany.
- Застосування вейвлет-перетворення для обробки акустичних сигналів респіраторної системи людини // Вісник Житомирського державного технологічного університету. — Випуск 3 (27) / Технічні науки, 2003. — С. 159—166.
- Problems of Quality Assurance of Medical Equipment in Ukraine //35 Jahrestagung der Deutschen Gesellschaft fur Medizinische Physik, 2004, Leipzig, Germany. 56
- International Master in Science and Technology for Sustainable Development of Contaminated Sites // VII International Conference on Protection and Restoration of the Environment, 2004, Mykonos, Greece. MBA & IT — the Joint European Project // 6th International Conference SATERRA — 2004, Mittweida, Germany.
- Гнучкі комп'ютеризовані системи: проектування, моделювання і управління: Підручник / Л. С. Ямпольський, П. П. Мельничук, Б. Б. Самотокін, М. М. Поліщук, М. М. Ткач, К. Б. Остапченко, О. І. Лісовиченко. — Житомир: ЖДТУ, 2005. — 680 с. + CD
- Advanced science and technology for biological decontamination of sites affected by chemical and radiological nuclear agents / CHEMISTRY TODAY — International Journal of Chemistry, vol.24, N.1 January/February 2006. — Pp. 36 — 37.
- Орієнтація штучного супутника Землі в геомагнітному полі // Вісник Житомирського державного технологічного університету. — Випуск 3 (38) / Технічні науки, 2006. — С. 121—130.